# ناحیه دریابن

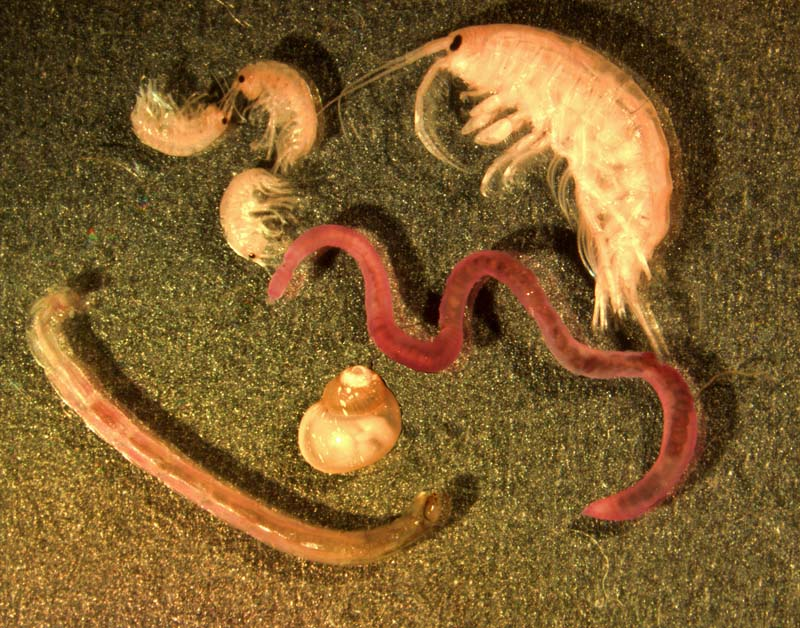
عکاسی ریزنگاری از جانورانِ بنتوز شاملِ دوجورپایان، پرتاران و لاروِ پشه‌های بی‌نیش

ناحیه دریابُن یا زون دریابُن یا منطقهٔ دریابُن یا منطقهٔ ژرفای دریا (به انگلیسی: Benthic zone) منطقه‌ای زیست‌محیطی و در پایین‌ترین بخش از بدنه آبی در یک اقیانوس یا دریاچه و شاملِ لایه‌های رسوبی و برخی از لایه‌های زیر سطحی است. موجوداتِ زندهٔ این منطقه بنتوزهایی همچون جامعه مهره‌دارانِ کَف زی، سخت‌پوستان و پرتاران هستند.